# Comuna Fredensborg-Humlebæk
Fredensborg-Humlebæk (Fredensborg-Humlebæk Kommune) a fost o comună din comitatul Frederiksborg Amt, Danemarca, care a existat între anii 1970-2006. Comuna avea o suprafață totală de 72,01 km² și o populație de 19.978 de locuitori (în 2004), iar din 2007 teritoriul său face parte din comuna Fredensborg.